# Grandfontaine (Bas-Rhin)
Grandfontaine település Franciaországban, Bas-Rhin megyében. Lakosainak száma 391 fő (2022. január 1.). Grandfontaine Luvigny, Moussey, Raon-sur-Plaine, Le Saulcy, Vexaincourt, Bionville, Raon-lès-Leau, Saint-Sauveur, Val-et-Châtillon, Turquestein-Blancrupt, La Broque, Schirmeck és Wisches községekkel határos.

## Népesség
A település népességének változása:
| Lakosok száma | 437  | 423  | 417  | 396  | 393  | 385  | 376  | 384  | 391  |
|               | 2013 | 2015 | 2016 | 2017 | 2018 | 2019 | 2020 | 2021 | 2022 |